# Ace o nerae!
Ace o nerae! (エースをねらえ！?, Ēsu o nerae!, letteralmente "Punta all'ace!") è un dorama giapponese del 2004 in 9 puntate tratto dall'omonimo manga di Sumika Yamamoto, pubblicato in Italia come Jenny la tennista. Si tratta della prima trasposizione live action dell'opera, già adattata numerose volte in serie e film anime, e vede Aya Ueto nel ruolo della protagonista Hiromi.

## Trama
Hiromi Oka, matricola del liceo Nishi, è affascinata dalla bravura della giovane promessa del tennis dell'istituto Reika Ryuzaki e decide così di unirsi al circolo. Nonostante sia ancora alle prime armi riesce a guadagnarsi l'attenzione dall'allenatore Jin Munakata, che nota il suo potenziale e la sua dedizione, attirandosi nel contempo la rivalità e le antipatie delle altre giocatrici.

## Cast
- Aya Ueto - Oka Hiromi
- Hisashi Yoshizawa - Todo Takayuki
- Rio Matsumoto - Ryuzaki Reika
- Ayana Sakai - Midorikawa Ranko
- Yūma Ishigaki - Ozaki Yu
- Shuji Kashiwabara - Chiba Takashi
- Sayaka Kaneko - Otowa Kyoko
- Ayaka Morita - Aikawa Maki
- Masaaki Uchino - Munakata Jin
- Becky - Houriki Saiko
- Katsumi Takahashi
- Hitomi Takahashi
- Masahiro Komoto
- Isao Natsuyagi

## Episodi
| Nº | Giapponese 「Kanji」 - Rōmaji                               | In onda          | In onda |
| Nº | Giapponese 「Kanji」 - Rōmaji                               | Giapponese       |         |
| 1  | 「鬼だ…鬼コーチだ」 - Onida... oni kōchida                  | 15 gennaio 2004  |         |
| 2  | 「コートでは、誰でも一人だ」 - Kōtode wa, daredemo hitorida | 22 gennaio 2004  |         |
| 3  | 「あたくしかテニスか!?」 - A taku shika tenisu ka!?         | 29 gennaio 2004  |         |
| 4  | 「これが本物のダブルス」 - Korega honmono no daburusu       | 5 febbraio 2004  |         |
| 5  | 「恋をしても溺れるな」 - Koi o shite mo oboreru na          | 12 febbraio 2004 |         |
| 6  | 「テニスへの冒涜」 - Tenisu e no bōtoku                     | 19 febbraio 2004 |         |
| 7  | 「絶対無二の一球」 - Zettai muni no ichi-kyū                | 26 febbraio 2004 |         |
| 8  | 「ひろみ、最後よ」 - Hiromi, saigo yo                       | 4 marzo 2004     |         |
| 9  | 「岡エースをねらえ」 - Oka ēsu o nerae                      | 11 marzo 2004    |         |